# Мост Сомерсет (Бермуды)
Мост Сомерсет (англ. Somerset Bridge) — самый маленький функционирующий разводной мост в мире, расположен на территории округа Сэндис Бермудских островов. Соединяет остров Сомерсет с главным островом архипелага.
Мост был построен в 1620 году, в середине XX в. реконструирован. Изначально мост разводился вручную. Сейчас мост состоит из 2 частей, поддерживаемых кронштейнами (консольный мост), между которыми находится 45-сантиметровый зазор, прикрытый тонкой деревянной панелью. Эта панель убирается, когда яхты пересекают пролив между островами, таким образом корабли могут без особых проблем пройти под мостом.
Мост Сомерсет изображён на реверсе пятидолларовой банкноты Бермудских островов 2009 года выпуска.

## Фотографии

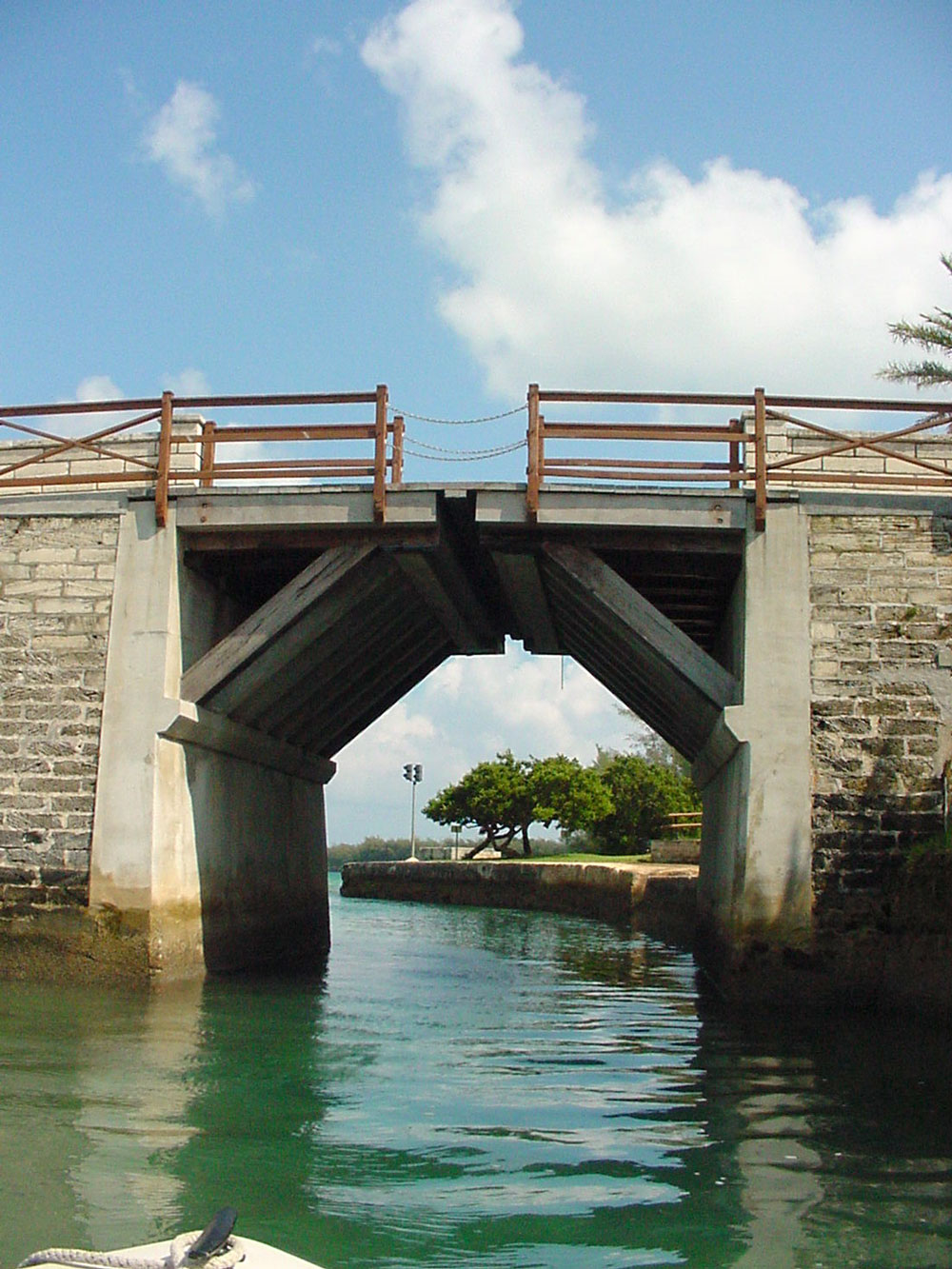
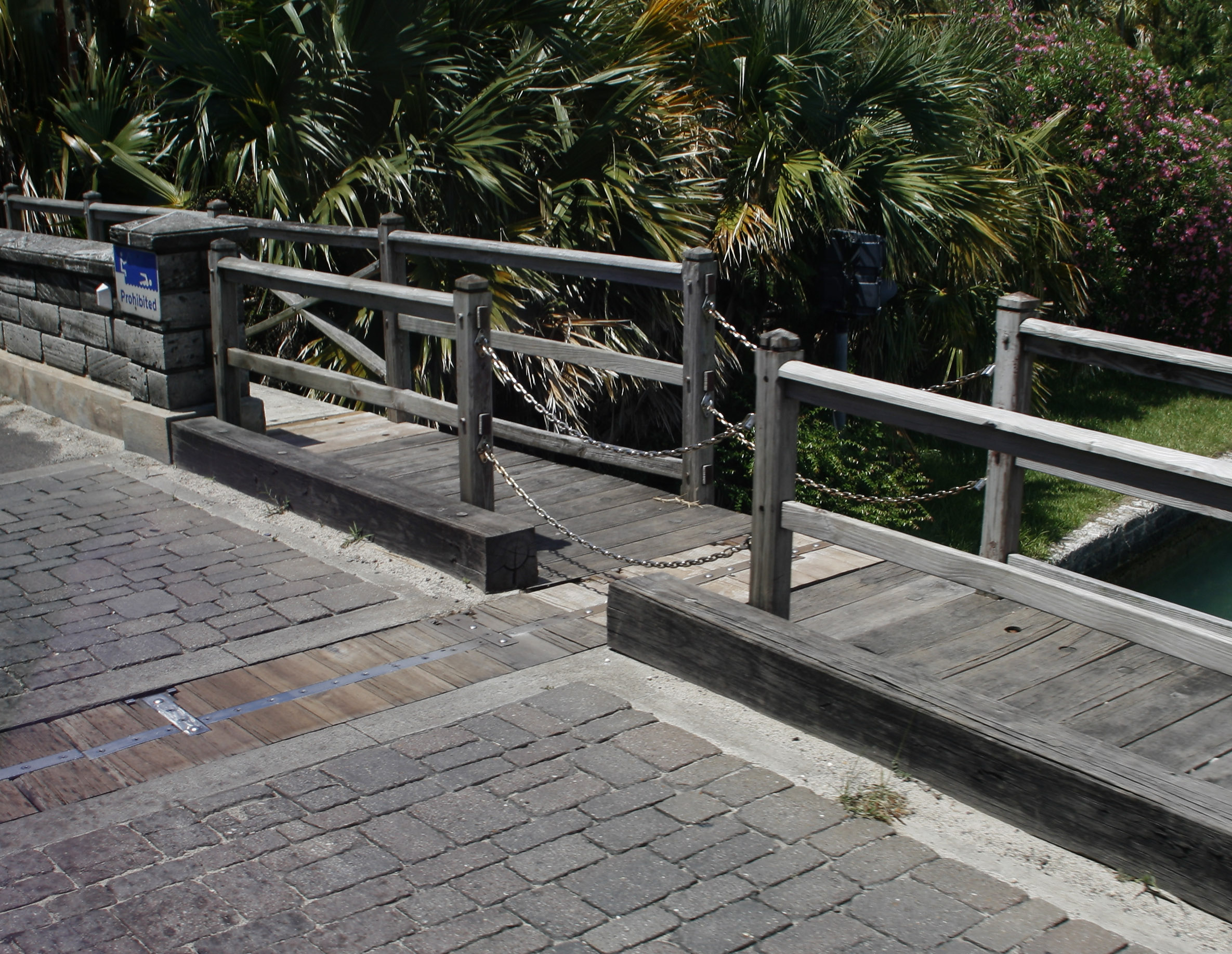